# Megachile lorenziensis
Megachile lorenziensis är en biart som beskrevs av Mitchell 1930. Megachile lorenziensis ingår i släktet tapetserarbin, och familjen buksamlarbin. Inga underarter finns listade i Catalogue of Life.